# KAT-TUN
KAT-TUN (яп. カトゥーン Katūn, схоже по звучанию с англ. cartoon, то есть мультфильмы) — японская мужская группа, созданная в 2001 году при содействии Johnny & Associates. Название группы — акроним, сформированный инициалами фамилий участников. Их дебют 22 марта 2006 года ознаменовался трехсторонним выпуском CD-сингла, альбома и музыкального DVD на их эксклюзивном лейбле J-One Records. С тех пор все их синглы, альбомы и музыкальные DVD-релизы дебютировали на первом месте в чартах Oricon.
С 31 августа 2010 года по октябрь 2013 года, группа состояла из пяти участников: Камэнаси, Тагути, Танака, Уэда и Накамару. Буква «А», относящаяся к бывшему участнику Аканиси, стала считаться «КА» Камэнаси, во избежание изменения названия группы. С октября 2013 года в группе осталось четыре участника: Камэнаси, Тагути, Уэда и Накамару. Коки Танака был уволен из группы и агентства за многочисленные нарушения условий контракта.

## Участники
- Кадзуя Камэнаси (23 февраля 1986 года)
- Дзин Аканиси (4 июля 1984 года) (ушёл из группы в 2010 году)
- Дзюнносукэ Тагути (29 ноября 1985 года) (ушёл из группы в 2016 году)
- Коки Танака (5 ноября 1985 года) (был уволен из группы и компании Johnny's в октябре 2013 года)
- Тацуя Уэда (4 октября 1983 года)
- Юити Накамару (4 сентября 1983 года)

## О группе
Группа была собрана в январе 2001 года участником Kinki Kids — Домото Коити для участия в подтанцовке. Вскоре KAT-TUN стали весьма популярны и выступили с концертом «Okyakusama wa Kamisama», заняв первое место в рейтинге с концертным DVD, но по-прежнему не дебютировав; 02.05.2005 года вышел второй концертный DVD — «KAT-TUN Live Kaizokuban», а в январе 2006 года объявляют о дебюте группы с синглом «Real Face», альбомом «Best of KAT-TUN» и концертным туром «Live of KAT-TUN „Real Face“». Сингл «Real Face» разошёлся тиражом 754 234 копии за первую неделю и стал годовым синглом № 1; тираж альбома «Best of KAT-TUN» на первой неделе составил 556,548 экземпляров.

### Статус
В октябре 2006 года было объявлено о временном уходе Дзина Аканиси из группы для изучения английского языка в США минимум на шесть месяцев; также отмечались проблемы со здоровьем.
KAT-TUN полгода выступали впятером, выпустив сингл «Bokura no Machi de» и второй альбом «cartoon KAT-TUN II YOU» 7 декабря 2006 года; несмотря на отсутствие одного из ведущих вокалистов, они всё еще продолжали удерживать первую строчку чартов. 19 апреля объявили, что Аканиси возвращается в группу. Вскоре он присоединился к концертному туру «cartoon KAT-TUN II YOU».
17 июля 2010 года было объявлено о том, что Аканиси покидает группу ради сольной карьеры. 31 августа 2010 года на официальном сайте Johnny & Associates Аканиси был исключён из состава KAT-TUN и записан сольным исполнителем.
В октябре 2013 года было объявлено об увольнении Коки Танака из группы и агентства из-за многочисленных нарушений контракта со стороны Коки.

### Cartoon KAT-TUN
C 4 апреля 2007 по 24 марта 2010 года группа вела собственное ток-шоу «Cartoon KAT-TUN», которое шло каждую среду с 23:55 до 0:26 на телеканале NTV. Передача шла с успехом на протяжении нескольких сезонов: первого, который состоял из различных сегментов (общение с приглашенными звездами, игра в дартс, атлетические битвы и живые выступления), второго «What is Love?», и третьего — «Lessons of Life».
Последний, 152-й эпизод, вышел в эфир 24 марта 2010 года.

## Дискография
Синглы:
| №  | Название           | Дата релиза | Высшая позиция в рейтинге Oricon |
| -- | ------------------ | ----------- | -------------------------------- |
| 1  | Real Face          | 2006.03.22  | № 1                              |
| 2  | SIGNAL             | 2006.07.19  | № 1                              |
| 3  | Bokura no Machi de | 2006.12.07  | № 1                              |
| 4  | Yorokobi no Uta    | 2007.06.06  | № 1                              |
| 5  | Keep the faith     | 2007.11.21  | № 1                              |
| 6  | LIPS               | 2008.02.06  | № 1                              |
| 7  | DON’T U EVER STOP  | 2008.05.14  | № 1                              |
| 8  | White X’Mas        | 2008.12.03  | № 1                              |
| 9  | One drop           | 2009.02.11  | № 1                              |
| 10 | Rescue             | 2009.03.11  | № 1                              |
| 11 | Love yourself      | 2010.02.10  | № 1                              |
| 12 | Going!             | 2010.05.12  | № 1                              |
| 13 | CHANGE UR WORLD    | 2010.11.17  | № 1                              |
| 14 | ULTIMATE WHEELS    | 2011.02.02  | № 1                              |
| 15 | WHITE              | 2011.05.15  | № 1                              |
| 16 | Run For You        | 2011.08.03  | № 1                              |
| 17 | Birth              | 2011.11.30  | № 1                              |
| 18 | To The Limit       | 2012.06.27  | № 1                              |
| 19 | Fumetsu No Scrum   | 2012.09.12  | № 1                              |
| 20 | EXPOSE             | 2013.02.16  | № 1                              |
| 21 | FACE to Face       | 2013.05.15  | № 1                              |
| 22 | In Fact            | 2014.06.04  | № 1                              |
| 23 | Dead or Alive      | 2015.01.21  | № 1                              |
| 24 | KISS KISS KISS     | 2015.03.11  | № 1                              |

Альбомы:
| № | Название                             | Дата релиза | Высшая позиция в рейтинге Oricon |
| - | ------------------------------------ | ----------- | -------------------------------- |
| 1 | Best of KAT-TUN                      | 2006.03.22  | № 1                              |
| 2 | cartoon KAT-TUN II You               | 2007.04.18  | № 1                              |
| 3 | KAT-TUN III -QUEEN OF PIRATES-       | 2008.06.04  | № 1                              |
| 4 | Break the Records -by you & for you- | 2009.04.29  | № 1                              |
| 5 | NO MORE PAIN                         | 2010.06.16  | № 1                              |
| 6 | Chain                                | 2012.02.22  | № 1                              |
| 7 | 楔-kusabi-                           | 2013.11.27  | № 1                              |
| 8 | come Here                            | 2014.06.25  | № 1                              |

DVD
- Okyakusama wa Kamisama — Concert 55 Man Nin Ai no Request ni Kotaete!! (26.02.2003)
- DREAM BOY (11.08.2004)
- SUMMARY of Johnny’s World (20.04.2005)
- KAT-TUN Live Kaizokuban (02.05.2005)
- Real Face Film (22.03.2006)
- DREAM BOYS (28.06.2006)
- Live of KAT-TUN «Real Face» (11.04.2007)
- TOUR 2007 cartoon KAT-TUN II You (21.11.2007)
- DREAM BOYS 2007 (27.02.2008)
- KAT-TUN Live Tour 2008 Queen Of Pirates (01.01.2009)
- KAT-TUN Live — Break the Records
- KAT-TUN-No More Pain-World Tour 2010
- KAT-TUN Live Tour 2012 "Chain" in Tokyo Dome (21.11.2012)